# Zbór Kościoła Zielonoświątkowego w Chojnicach
Zbór Kościoła Zielonoświątkowego w Chojnicach – zbór Kościoła Zielonoświątkowego w RP znajdujący się w Chojnicach.